# Фельден (Фильс)
Фельден (нем. Velden) — ярмарочная община в Германии, в Республике Бавария.
Община расположена в правительственном округе Нижняя Бавария в районе Ландсхут. Население составляет 6572 человека (на 31 декабря 2010 года). Занимает площадь 49,40 км².

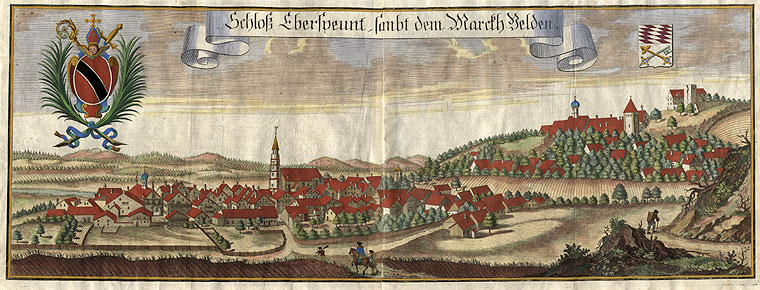
Замок

## Население
По оценке на 31 декабря 2015 года население общины Фельден составляет 6903 чел. 

| Дата      | 1840 | 1871 | 1900 | 1925 | 1939 | 1950 | 1961 | 1970 | 1987 | 2011 |
| --------- | ---- | ---- | ---- | ---- | ---- | ---- | ---- | ---- | ---- | ---- |
| Население | 2891 | 3349 | 3774 | 4011 | 3767 | 5456 | 4316 | 4228 | 4860 | 6442 |

| Год       | 1960 | 1970 | 1980 | 1990 | 2000 | 2009 | 2010 | 2011 | 2012 | 2013 | 2014 | 2015 |
| --------- | ---- | ---- | ---- | ---- | ---- | ---- | ---- | ---- | ---- | ---- | ---- | ---- |
| Население | 4324 | 4259 | 4404 | 5117 | 6375 | 6510 | 6572 | 6509 | 6534 | 6535 | 6581 | 6903 |

## Города-побратимы
- Роана, Италия (1976)
- Эгрефёй-д’Они, Франция (1986)